# Apoplophora phalerata
Apoplophora phalerata är en kvalsterart som beskrevs av Wojciech Niedbała 200. Apoplophora phalerata ingår i släktet Apoplophora och familjen Mesoplophoridae. Inga underarter finns listade i Catalogue of Life.